# Vườn quốc gia Iguaçu
Vườn quốc gia Iguaçu (phát âm tiếng Bồ Đào Nha: [iɡwaˈsu]) là một vườn quốc gia thuộc bang Paraná, Brasil. Nó có tổng diện tích là 185.262,5 hécta (457.794 mẫu Anh) với chiều dài khoảng 420 kilômét (260 mi), trong đó có 300 kilômét (190 mi) là biên giới tự nhiên giữa Brasil và Argentina bao gồm khoảng 260.000 hécta (640.000 mẫu Anh). Vườn quốc gia được thành lập theo nghị định liên bang số 1035 ngày 10 tháng 1 năm 1939 và được UNESCO công nhận là Di sản thế giới từ năm 1986. Nó được quản lý bởi Viện Bảo tồn Đa dạng sinh học Chico Mendes (ICMBio).
Cùng với Vườn quốc gia Iguazú của Argentina, nó bảo vệ một trong những thác nước lớn nhất thế giới trải dài trên 2.700 mét (8.900 ft). Đó cũng là quê hương của nhiều loài động thực vật quý hiếm bị đe dọa trong đó có thú ăn kiến khổng lồ và rái cá lớn. Những đám sương hơi nước do thác nước tạo ra có lợi cho sự phát triển của thảm thực vật xung quanh.

## Lịch sử
Vườn quốc gia Iguaçu bao gồm một khu vực quan trọng của sông Iguaçu với khoảng 50 kilômét vuông (19 dặm vuông Anh) chiều dài của dòng sông tạo ra thác Iguazu nổi tiếng.
Đây là vườn quốc gia quan trọng nhất ở lưu vực sông Prata, bởi cảnh quan tuyệt đẹp và cũng bởi vì nó là một nơi trú ẩn của các loài động thực vật quan trọng. Đây cũng là vườn quốc gia đầu tiên ở Brasil nhận được một kế hoạch quản lý cụ thể. Như dự kiến bởi Rebouças, mục tiêu cơ bản của vườn quốc gia này là việc bảo tồn các hệ sinh thái tự nhiên và danh lam thắng cảnh, vì thế cho phép nghiên cứu khoa học, thúc đẩy hoạt động giáo dục môi trường, giải trí trong khung cảnh thiên nhiên và du lịch sinh thái.
Vườn quốc gia Iguaçu có phong cảnh ngoạn mục và là một trong những khu bảo tồn rừng lớn nhất ở Nam Mỹ, vì thế nó là vườn quốc gia đầu tiên của Brasil được đề xuất thành lập nhằm giữ gìn môi trường và cảnh quan tự nhiên cho "thế hệ tương lai". Andre Rebouças, một kỹ sư đã viết trong cuốn sách "tỉnh Paraná, đường sắt Mato Grosso và Bolivia", cuốn sách được viết nhằm bắt đầu chiến dịch bảo tồn thác nước Iguazu vào năm 1876 đã mô tả: "nó đã được tạo ra bởi Đức Chúa Trời" và "đẹp tuyệt vời, đẹp như tranh vẽ", " một hệ thực vật chưa từng có tại khu vực thác nước Iguaçu tuyệt vời"...

## Địa lý
Vườn quốc gia gần với các thành phố của Brasil là Foz do Iguaçu, Medianeira, Matelândia, CEU Azul, São Miguel do Iguaçu, Santa Terezinha de Itaipu, Santa Tereza Oeste, Capitão Leonidas Marque, Capanema và Serranópolis.
Nó nằm ở khu vực phía tây của tiểu bang Paraná, ở lưu vực sông Iguaçu, cách trung tâm thành phố Foz do Iguacu khoảng 17 km. Bên kia biên giới, vườn quốc gia này giáp với vườn quốc gia Iguazu, được hành lập vào năm 1934. Biên giới giữa hai nước và hai vườn quốc gia được chia tách bởi sông Iguacu, bắt nguồn từ dãy núi Serra do Mar gần Curitiba, đoạn chảy qua bang Paraná có chiều dài 18 km. Cửa sông của nó chảy vào sông Paraná, nằm cách thác Iguazu 18 km. Tại vị trí tụ họp của các con sông tạo thành ngã ba, biên giới tự nhiên giữa Brasil, Argentina và Paraguay.